# Lyon 3. kerülete
Lyon 3. kerülete a Rhône folyó keleti partján fekvő legnépesebb, sokszínű városrész jelentős kereskedelmi és egészségügyi szereppel.

## Földrajza
A kerület nyugati határa a Rhône folyó, északról a Cours Lafayette határolja el a 6. kerülettől. Keleten Villeurbane és Bron várossal határos, délről a Cours Gambetta a 7. kerülettől, a Cours Albert Thomas és az Avenue Rockfeller pedig a 8. kerülettől választja el.
A településrész keleti, magasabban fekvő fele egy morénasáncon épült, a lejjebb eső szakaszok a Rhône valamikori árterén épültek.

## Története
Lyon 3. kerületét 1852. március 24-én hozták létre, amikor is a mocsaras területen épült falusias Guillotière községet Lyonhoz csatolták. Egy 1856-os sok áldozatot követelő árvíz után kiépült a településrész árvízvédelmi rendszere is. A 19. század második felében nagy számú új lakos (kereskedők, hivatalnokok és közalkalmazottak) költözött a kerületbe.
A 20. század elején épültek meg a városrész keleti felén a kórházak, amelyek egészségügyi központ jelleget kölcsönöztek a kerületnek. Később, a prefektúra megépültével, a Rhône partján egy kispolgári negyed is kialakult. Az 1950-es évek közepén a korábbi Part-Dieu laktanya helyén (a kerület központjában) egy új bevásárló- és üzleti negyed létesült. 1978-ban a Párizs–Marseille Grande Ligne megépültével egy új, azóta főpályaudvarrá alakult pályaudvar létesült Part-Dieu városrészben. A környék azóta is intenzív fejlődést mutat. Még mindig jellemzőek a nagyberuházások a kerületben ideértve az infrastrukturális fejlesztéseket (új metró-, villamos és trolibuszvonalak), amelyek az utóbbi évtizedeket jellemezték.

## Nevezetességek
- Part-Dieu Önkormányzati Könyvtár
- Auditórium
- Prefektúra
- Part-Dieu bevásárlóközpont
- Edouard Herriot Kórház